# لويد ستون
لويد ستون (بالإنجليزية: Lloyd Stone)‏ هو شاعر أمريكي، ولد في 29 يونيو 1912، وتوفي في 9 مارس 1993.

## وصلات خارجية
- لويد ستون على موقع ميوزك برينز (الإنجليزية)